# بهاء الدين بن حنا
الصَاحِب الوَزِير الكَبِير أبُو الحَسَنْ بهَاء الدِّينِ عَلِيِّ بن القَاضِي السديد مُحَمَّدٍ بن سَلِيم المصري المعروف بابن حنا الكاتب (1205 –1278م) من أكابر الرجال في عصره، حزما وعزما ورأيا ودهاءا وخبرة. مولده ووفاته بمصر. استوزره الملك الظاهر بيبرس وفوض إليه الأمور، فقام بأعباء المملكة إلى أن مات الظاهر بيبرس وولى ابنه الملك السعيد، فثبت في وزارته إلى أن توفى.

## نشأته
كان جد بهاء الدين، حنا، رجلاً مسيحيًا مصريًا. ثم أسلم وسمى نفسه سليم، ولكن بقي اسم حنا ملازم عائلته. اما والده هو القاضي السديد محمد بن سليم الذي ترقي في الخدم الديوانية حتي باشر ديوان الجيش بالديار المصرية في عهد السلطان الكامل ناصر الدين محمد الأيوبي، وولد ابنه بهاء الدين عام 1205م. كان برهان الدين شقيق الصاحب بهاء الدين له ايضا مكانة جليلة، وكلمة مسموعة بدليل أن الوزير شرف الدين الفائزي عندما اُعِتقل طلب وساطته لإطلاق سراحه، وهذا مما يدل على ما تمتع به أفراد هذه الأسرة من مكانة، وتأثير على أصحاب السلطان والرأي في البلاد آنذاك. ويتضح أيضاً أن الصاحب بهاء الدین ابن حنا لم يكن نصرانياً واعتنق الإسلام من أجل الترقي في المناصب، والوصول إلى منصب الوزارة كما ذكر بعض المؤرخين، بل إنه ولد على الإسلام ابتداء.

## سيرته
بدأ بهاء الدين بن حنا عمله في الديوان في عهد السلطان الأيوبي توران شاه ثم السلطانة شجر الدر حتى تدرج في المناصب حتى أصبح وزيرًا للدولة. ثم بعد إعدام شجر الدر تم القبض عليه لقربه منها، ثم أطلق سراحه وتغيرت أحواله حتى تولى السلطان بيبرس شؤون السلطنة. وعندما تولى بيبرس السلطة، أُعيد بهاء إلى منصب الوزير في فبراير 1261م بناءً على نصيحة شيخ الإسلام العز بن عبد السلام، الذي قال إنه من أكثر رجال الدولة صلاحًا وحزمًا.
وحكى أن من جملة سعادته أول وزارته أنه نزل إلى دار الوزير الفائزي ليتبع ودائعه وذخائره فوجد ورقة فيها أسماء من أودع عنده امواله فعرف الحاضرون كل من سمي في الورقة وطلب وأخذ المال منه وكان في جملة الأسماء مكتوب الشيخ ركن الدين أربعون ألف دينار فلم يعرف الحاضرون من هو الشيخ ركن الدين ففكر الصاحب زمانا وقال احفروا هذا الركن وأشار إلى ركن في الدار فحفروه فوجدوا الذهب.
وكان ينتبه قبل الأذان للصبح ويشرب قدحا فيه ثماني أواق شراب بالمصري ويأكل طيري دجاج مصلوقة فإذا أذن صلى الصبح وركب إلى القلعة وأقام طول نهاره لا يأكل شيئا في المباشرة ويظن أنه صائم وهو في الحقيقة صائم لا يحتاج إلى غذاء مع ذلك الشراب والدجاج.
ومع مرور الزمن أثبت الوزير بهاء الدين بن حنا كفاءته وبدأ يتدرج في الرتب حتى أصبح بمرتبة الوزير الكبير التي كانت في ذلك الوقت ثاني أهم منصب بعد السلطان في المملكة، مما جعله الرجل الذي يلي السلطان في المكانة.

قاد الوزير بهاء الدين بن حنا حملات إصلاحية كبرى في دولة المماليك. و لم يقبل الرشوة أو التوصية طوال حياته. حارب الرشوة والفساد في باقي أنحاء السلطنة. وأثار ذلك غضب أهل الفساد في السلطنة، مما جعل لابن حنا أعداء في كل مكان. وفي الوقت نفسه أصبح أقرب شخص إلى أسد مصر بيبرس والشخص الذي أحبه وكان الأقرب إليه أكثر. وكان الظاهر بيبرس يحترم الوزير بهاء الدين بن حنا حتي كان يناديه بـ "يا أبي" أو "أبي"، ومهما أخبر الأمراء الفاسدون بيبرس بإقالة الوزير بهاء الدين، إلا أن بيبرس كان يغضب منهم. يقول المؤرخ شهاب الدين النويري:
"كان في أقرب منزلة من للسلطان وأعز مكانة".
كان الوزير بهاء الدين بن حنا هو باني مسجد الظاهر بيبرس الشهير بالقاهرة، لذلك لم يعهد السلطان إلى غيره بمهمة بناء الجامع الكبير.

## عائلته
ابتلي بفقد ولديه فخر الدين ومحيي الدين فصبر وتجلد.كان لابنه الوزير فخر الدين أبو عبد الله محمد ابن الوزير الصاحب بهاء الدين صاحب مكانة في الدولة الظاهرية، وتأثير في سير الأحداث آنذاك، وهيبة في النفوس حيث كانت شخصيته وعلمه لهما تأثير ليس فقط في نفوس العامة، بل وفي كبار رجال الدولة، ولم يكن ذلك قاصراً على مصر، بل امتد إلى بلاد الشام كما تزوج ابنه فخر الدين من بنت الوزير شرف الدين الفائزي وانجب منها الصاحب تاج الدين محمد واخاه زين الدين أحمد.
يعتبر الوزير الكبير بهاء الدين بن حنا مؤسس أسرة مصرية كبيرة وقوية، حيث استمر أبناؤه وأحفاده من بنو حنا في شغل مناصب كبرى في المملكة طوال العصر المملوكي، وكثيرًا ما شغلوا مناصب الوزارة مثله ومثله عملوا في الدواوين السلطانية.

## وفاته
توفي الوزير الكبير بهاء الدين بن حنا عن عمر يناهز 74 عامًا في أبريل عام 1278م في عهد السلطان السعيد ناصر الدين محمد، وأقيمت له جنازة عسكرية مهيبة في القاهرة، تليق بمكانته كرجل السلطنة المصرية القوي، والمخلص والصالح.

قال عنه المؤرخ ابن شاكر الكتبي نصيًا:
"كان من رجال الدهر حزمًا وعزمًا ورأيًا ودهاء وتصرفًا، استوزره الظاهر وفوض إليه الأمور، ولم يكن على يده يد، وقام بأعباء المملكة، وكان واسع الصدر عفيفًا نزهًا لا يقبل لأحد شيئًا إلا أن يكون من الصلحاء، والفقراء، وكان قائمًا بهم يحسن إليهم ويحترمهم ويدر عليهم الصلات." 
حتى يومنا هذا يوجد شارع باسمه ومدرسة ووقف ومسجد له.

## أنظر أيضًا
- بنو حنا
- زين الدين أحمد بن حنا